# 모리 미츠코
모리 미츠코(일본어: 森 光子, もり みつこ, 1920년 5월 9일 ~ 2012년 11월 10일)는 일본의 배우이다. 교토부 교토시 출신이며, 본명은 무라카미 미츠(村上 美津, むらかみ みつ)이다.
두말할 필요 없는 일본의 대표적인 베테랑 배우로 알려져 있다. 교토 부립 제일고등여학교(현재의 교토부립 오키(鴨沂) 고등학교)를 중퇴, 일본 배우 연합의 명예 부회장, 후지 TV의 방송 심의위원 등으로 활동했다. 일본의 자색리본 메달(紫綬褒章 시쥬 호쇼[*]), 문화훈장을 수여받았고, 도쿄도 명예도민의 호칭을 가지고 있다. 출연 횟수 1,800회를 넘는 연극 《방랑기(放浪記)》의 주연을 45년 동안 계속 맡았으며, 이는 일본의 최장기 기록이다. 80세가 넘은 나이에도 드라마와 CM 등으로 왕성한 활동을 하였다. 2009년 5월 9일에 생일을 맞아 《방랑기》상연 2000회를 맞이했으며, 5월 11일에는 가와무라 다케오 내각관방장관에 의해 일본 정부로부터 수여하는 국민영예상 수여할 방침을 표명, 5월 29일에 정식 수상자로 결정했다.
2012년 11월 10일 만 92세의 나이로 사망했다. 사망은 4일 후인 11월 14일 발표되었다.

## 출연 작품

### 영화
- 《빙점》 (氷点, 1966년, 야먀모토 사쓰오(山本薩夫) 감독)
- 《도깨비공주》 (もののけ姫 모노노케히메[*], 1997년, 미야자키 하야오 감독): 성우 츨연. 히이님(ヒイさま) 역
- 《강물의 흐름처럼》 (川の流れのように, 2001년, 아키모토 야스시(秋元康) 감독)
- 《천년의 사랑 빛나는 겐지 이야기》 (千年の恋 ひかる源氏物語, 2001년, 호리카와 돈코우(堀川とんこう) 감독)
- 디즈니 《브라더 베어》 타나나 역으로 성우 출연

### TV 드라마
- 《시간이에요!》 (時間ですよ) 시리즈 (TBS, 1970년~1973년, 1974년~1975년, 1987년, 1988년, 1989년)
- 《일요극장》 (日曜劇場, TBS, 1966년~1974년, 1979년, 1980년)
- 《2초메 3번지》 (TBS, 1971년)
- 《꽃바람 사다리 일가》 (花吹雪はしご一家, TBS, 1975년~1976년)
- 《넘어가는 세상에는 귀신 투성이》 (渡る世間は鬼ばかり, TBS)
- 수요극장 《세이코 쥬타로》(せい子宙太郎, TBS, 1978년)
- 《봄이여 오라》 (春よ、来い, 니혼 TV, 1982년)
- 목요 골든 드라마 《숨바꼭질》 (木曜ゴールデンドラマ かくれんぼ, 니혼 TV, 1985년)
- 《긴자 우리 마을》 (銀座わが町, NHK)
- 《난다라만다라》 (なんだらまんだら, 후지 TV, 1991년)
- 《D고개 살인사건 명탐정 아키치 고고로 탄생 명탐정 아키치가 도전하는 엽기살인의 수수께끼!! 어둠에 잠기는 하얀 피부...》 (D坂殺人事件 名探偵明智小五郎誕生 名探偵明智が挑む猟奇殺人の謎!!闇に浮かぶ白い肌…, 후지 TV, 1992년)
- 《필요없는 사람》 (必要のない人, NHK, 1998년)
- 《미토코몬》(水戸黄門) 1000회 기념 스페셜 (TBS, 2003년)
- 하시다 스가코(橋田壽賀子) 드라마 방송 80주년 기념 《하루와 나쓰 - 닿지 않은 편지》(ハルとナツ・届かなかった手紙, NHK, 2005년)
- 《처음 뵙겠습니다, 아버님》 (拝啓、父上様, 후지 TV, 2007년)

그 외 다수 출연.

## 그 외의 TV 프로그램
- NHK 홍백가합전(NHK 종합 텔레비전, 紅白歌合戦, 1962년, 1978년, 1984년) - 홍팀 사회
- 빛나는 일본레코드 대상(輝く日本レコード大賞, TBS, 1972년~1976년) - 사회
- 모리타 가즈요시(森田一義, 일명 '다모리') 아워 - '웃어서 좋은걸!'(笑っていいとも!) - 후지 TV

그 외 다수.

## 무대
- 방랑기
- 재미있는 여자(おもろい女) - 희극 배우 아시야 간노스케(芦屋雁之助, 1931년~2004년) 와의 콤비로, 2차 대전 이전에 활약했던 만담 콤비인 '미스 와카나·다마마쓰 이치로'(ミスワカナ・玉松一郎)에서 와카나 역을 맡아 연기함. 1979년 일본 예술제 대상을 수상한 '방랑기'와 더불어 모리 미쓰코의 대표적인 작품이다. 아시야 간노스케가 죽은 뒤에는 단다 야스노리(段田安則)가 파트너 역을 물려받았다.

## 기타
- 일본의 여러 광고에 출연했다.